# Penha do Norte
Penha do Norte é um distrito do município brasileiro de Conselheiro Pena, no interior do estado de Minas Gerais. Segundo o censo demográfico de 2022, realizado pelo Instituto Brasileiro de Geografia e Estatística (IBGE), sua população era de 920 habitantes e havia 364 domicílios particulares permanentes ocupados. Possui área de 316,67 km² conforme a Fundação João Pinheiro (FJP). Foi criado pela lei estadual nº 148 de 17 de dezembro de 1938, juntamente à emancipação da cidade.
De acordo com o IBGE, em 2010 a população era de 1 267 habitantes e havia 683 domicílios particulares.